# Сорочий ястреб
Сорочий ястреб (лат. Tachyspiza  albogularis) — вид хищных птиц из семейства ястребиных (Accipitridae). Выделяют пять подвидов. Ранее данный вид помещали в род Accipiter. Молекулярно-филогенетические исследования показали, что род Accipiter является полифилетическим, и в результате последующей ревизии были созданы монофилетические роды, в один из которых и был включён данный вид.

## Распространение
Распространены на Соломоновых островах и островах Фени (архипелаг Бисмарка), расположенных в Тихом океане к северо-востоку от Новой Гвинеи. Обитают в субтропических и тропических влажных, в том числе горных, лесах, на высотах до 1800 м.

## Описание
Сорочий ястреб достигает длины 33—43 см. Масса самцов 170—250 г, самки крупнее и весят 365—440 г. Размах крыльев 60—80 см. Их спина тёмно-серая, грудь, шея и голова чёрные, брюхо белое.

## Подвиды
Выделяют пять подвидов:
- Tachyspiza albogularis eichhorni — острова Фени;
- Tachyspiza albogularis woodfordi — острова Бугенвиль, Гуадалканал, Малаита (остров) и Шуазёль;
- Tachyspiza albogularis gilvus — острова Нью-Джорджия, Рендова, Велья-Лавелья и Коломбангара;
- Tachyspiza albogularis albogularis — номинативный подвид, острова Сан-Кристобаль, Уги[англ.] и Овараха[англ.];
- Tachyspiza  albogularis sharpei (Oustalet, 1875) — острова Санта-Крус.

## Охрана
МСОП присвоил таксону охранный статус «Виды, вызывающие наименьшие опасения» (LC).